# A Shameless – Szégyentelenek epizódjainak listája
Ez a lap a Shameless – Szégyentelenek című amerikai sorozat epizódjainak listáját tartalmazza.
A sorozatot a Showtime televíziós csatorna sugározza 2011. január 9. óta az Amerikai Egyesült Államokban, 2020-ban bejelentették hogy a 11. évad után végleg befejeződik a sorozat. Magyarországon a Viasat 3 kezdte el vetíteni 2012. március 7-én, a 3. évadtól a Viasat 6-on futott. A 6. évadtól az HBO Max-on mutatták be a sorozatot 2022. június 22-én.

## Évadáttekintés
| Évad | Évad | Részek száma | Részek száma | Eredeti sugárzás    | Eredeti sugárzás   | Eredeti adó | Magyar sugárzás   | Magyar sugárzás    | Magyar adó |
| Évad | Évad | Részek száma | Részek száma | Évadbemutató        | Évadzáró           | Eredeti adó | Évadbemutató      | Évadzáró           | Magyar adó |
| ---- | ---- | ------------ | ------------ | ------------------- | ------------------ | ----------- | ----------------- | ------------------ | ---------- |
|      | 1.   | 12           | 12           | 2011. január 9.     | 2011. március 27.  | Showtime    | 2012. március 7.  | 2012. május 23.    | Viasat 3   |
|      | 2.   | 12           | 12           | 2012. január 8.     | 2012. április 1.   | Showtime    | 2013. június 25.  | 2013. július 10.   | Viasat 3   |
|      | 3.   | 12           | 12           | 2013. január 13.    | 2013. április 7.   | Showtime    | 2014. október 6.  | 2014. december 22. | Viasat 6   |
|      | 4.   | 12           | 12           | 2014. január 12.    | 2014. április 6.   | Showtime    | 2015. január 21.  | 2015. március 4.   | Viasat 6   |
|      | 5.   | 12           | 12           | 2015. január 11.    | 2015. április 5.   | Showtime    | 2015. október 11. | 2015. november 16. | Viasat 6   |
|      | 6.   | 12           | 12           | 2016. január 10.    | 2016. április 3.   | Showtime    | 2022. június 22.  | 2022. június 22.   | HBO Max    |
|      | 7.   | 12           | 12           | 2016. október 2.    | 2016. december 18. | Showtime    | 2022. június 22.  | 2022. június 22.   | HBO Max    |
|      | 8.   | 12           | 12           | 2017. november 5.   | 2018. január 28.   | Showtime    | 2022. június 22.  | 2022. június 22.   | HBO Max    |
|      | 9.   | 14           | 14           | 2018. szeptember 9. | 2019. március 10.  | Showtime    | 2022. június 22.  | 2022. június 22.   | HBO Max    |
|      | 10.  | 12           | 12           | 2019. november 10.  | 2020. január 26.   | Showtime    | 2022. június 22.  | 2022. június 22.   | HBO Max    |
|      | 11.  | 12           | 12           | 2020. december 6.   | 2021. április 11.  | Showtime    | 2022. június 22.  | 2022. június 22.   | HBO Max    |

## Első évad (2011)
| Sor. | Év. | Cím                                             | Rendező         | Író                                | Premier                             | Nézettség   |
| --- | --- | ----------------------------------------------- | --------------- | ---------------------------------- | ----------------------------------- | ----------- |
| 1. | 1.  | Pilot                                           | Mark Mylod      | Paul Abbott & John Wells           | 2011. január 9. 2012. március 7.    | 0,98 millió |
| A chicagói alkoholista apa, Frank Gallagher, semmire sem jó diszfunkcionális családjának. Anyjuk távollétében a legidősebb lány, Fiona kénytelen gondoskodni Frankről és öt fiatalabb testvéréről: az intelligens Lipről, a jólelkű Ianről, az aranyos Debbie-ről, a bajkeverő Carlról és a kisbabáról, Liamről. Egy táncklubban Fiona táskáját ellopják; egy jóképű idegen, Steve megpróbálja visszaszerezni a táskát. Másnap Steve vesz Fionának egy új Samsung mosógépet, hogy megnyerje őt. Fiona randizni megy Steve-vel, és felfedezi, hogy ő autótolvaj. Eközben Lip gyanakodni kezd Ian szexualitására, és úgy dönt, hogy elviszi egy osztálytársukhoz, Karen Jacksonhoz, hogy megerősítse gyanúját. Karen vallásos apja, Eddie, rajtakapja Karent, amint orális szexet folytat a közönyös Iannel. Lánya tetteitől undorodva Eddie megpróbálja megverni Lipet és Iant, majd később elhagyja családját. Lip megdöbben, amikor rájön Ian szexuális kapcsolatára annak házas főnökével, Kash-sal. Bár Lip nem helyesli a kapcsolatot, elfogadja Ian szexualitását. |     |                                                 |                 |                                    |                                     |             |
| 2. | 2.  | Frank the Plank                                 | John Wells      | Paul Abbott & John Wells           | 2011. január 16. 2012. március 14.  | 0,81 millió |
| Steve és Frank heves vitába keverednek, amikor Frank megüti Iant. Másnap Frank hirtelen eltűnik. Megkezdődik a keresés Frank után, és a rendőrség is beavatkozik. Az előző éjszakai erős alkoholmérgezés miatt Franket Torontóban tartóztatják le, és fogalma sincs, hogyan került oda. Fiona megtudja, hogy Steve csempészte Franket a határon át, miközben egy ellopott autót vett át; Fiona megparancsolja Steve-nek, hogy hozza vissza Franket. Miután Steve sikeresen visszacsempészi Franket egy lakóautóval, Fiona szakít vele. Tony Markovich, egy helyi rendőr, aki gyerekkora óta érzett valamit Fiona iránt, randevúra hívja őt. Frank meghívást kap Sheila Jackson, Karen agorafóbiás és mentálisan beteg anyjának otthonába. Miután egy rövid szexuális kapcsolatot létesít Sheilával, Frank hivatalosan is hozzá költözik, ami Karen nagy csalódására szolgál. |     |                                                 |                 |                                    |                                     |             |
| 3. | 3.  | Aunt Ginger                                     | Stephen Hopkins | Nancy M. Pimental                  | 2011. január 23. 2012. március 21.  | 0,90 millió |
| 4. | 4.  | Casey Casden                                    | Todd Holland    | Cindy Caponera                     | 2011. január 30. 2012. március 28.  | 1,11 millió |
| 5. | 5.  | Three Boys                                      | Mimi Leder      | Alex Borstein                      | 2011. február 6. 2012. április 4.   | 0,95 millió |
| 6. | 6.  | Killer Carl                                     | John Dahl       | Mike O'Malley                      | 2011. február 13. 2012. április 11. | 1,01 millió |
| 7. | 7.  | Frank Gallagher: Loving Husband, Devoted Father | David Nutter    | Etan Frankel                       | 2011. február 20. 2012. április 18. | 1,14 millió |
| 8. | 8.  | It's Time to Kill the Turtle                    | Scott Frank     | Nathan Jackson & Nancy M. Pimental | 2011. február 27. 2012. április 25. | 0,92 millió |
| 9. | 9.  | But At Last Came a Knock                        | Mark Mylod      | Alex Borstein                      | 2011. március 6. 2012. május 2.     | 1,14 millió |
| 10. | 10. | Nana Gallagher Had an Affair                    | Adam Bernstein  | Cindy Caponera                     | 2011. március 13. 2012. május 9.    | 1,12 millió |
| 11. | 11. | Daddyz Girl                                     | Sanaa Hamri     | Nancy M. Pimental                  | 2011. március 20. 2012. május 16.   | 1,10 millió |
| 12. | 12. | Father Frank, Full of Grace                     | Mark Mylod      | John Wells                         | 2011. március 27. 2012. május 23.   | 1,16 millió |

## Második évad (2012)
| Sor. | Év. | Cím                                   | Rendező                  | Író                                | Premier                           | Nézettség   |
| ---- | --- | ------------------------------------- | ------------------------ | ---------------------------------- | --------------------------------- | ----------- |
| 13.  | 1.  | Summertime                            | Mark Mylod               | John Wells                         | 2012. január 8. 2013. június 25.  | 1,58 millió |
| 14.  | 2.  | Summer Loving                         | John Wells               | Mike O'Malley                      | 2012. január 15. 2013. június 26. | 1,25 millió |
| 15.  | 3.  | I'll Light a Candle for You Every Day | Craig Zisk               | Nancy M. Pimental                  | 2012. január 22. 2013. június 27. | 1,28 millió |
| 16.  | 4.  | A Beautiful Mess                      | Mark Mylod               | Alex Borstein                      | 2012. január 29. 2013. június 28. | 1,37 millió |
| 17.  | 5.  | Father's Day                          | Anthony Hemingway        | Etan Frankel                       | 2012. február 5. 2013. június 29. | 1,01 millió |
| 18.  | 6.  | Can I Have a Mother                   | John Dahl                | William H. Macy & Steven Schachter | 2012. február 12. 2013. július 2. | 1,44 millió |
| 19.  | 7.  | A Bottle of Jean Nate                 | David Nutter             | Nancy M. Pimental                  | 2012. február 19. 2013. július 3. | 1,41 millió |
| 20.  | 8.  | Parenthood                            | Daisy Von Scherler Mayer | Mike O'Malley                      | 2012. március 4. 2013. július 4.  | 1,60 millió |
| 21.  | 9.  | Hurricane Monica                      | Alex Graves              | Alex Borstein                      | 2012. március 11. 2013. július 5. | 1,31 millió |
| 22.  | 10. | A Great Cause                         | Mimi Leder               | Etan Frankel                       | 2012. március 18. 2013. július 6. | 1,16 millió |
| 23.  | 11. | Just Like the Pilgrims Intended       | Mark Mylod               | LaToya Morgan & Nancy M. Pimental  | 2012. március 25. 2013. július 9. | 1,51 millió |
| 24.  | 12. | Fiona Interrupted                     | John Wells               | John Wells                         | 2012. április 1. 2013. július 10. | 1,45 millió |

## Harmadik évad (2013)
| Sor. | Év. | Cím                      | Rendező           | Író                              | Premier                              | Nézettség   |
| ---- | --- | ------------------------ | ----------------- | -------------------------------- | ------------------------------------ | ----------- |
| 25.  | 1.  | El Gran Canon            | Mark Mylod        | John Wells                       | 2013. január 13. 2014. október 6.    | 2,00 millió |
| 26.  | 2.  | The American Dream       | Anthony Hemingway | Nancy M. Pimental                | 2013. január 20. 2014. október 13.   | 1,37 millió |
| 27.  | 3.  | May I Trim Your Hedges?  | Steve Shill       | Krista Vernoff                   | 2013. január 27. 2014. október 20.   | 1,99 millió |
| 28.  | 4.  | The Helpful Gallaghers   | Randall Einhorn   | Mike O'Malley                    | 2013. február 10. 2014. október 27.  | 1,53 millió |
| 29.  | 5.  | The Sins of My Caretaker | J. Michael Muro   | Sheila Callaghan                 | 2013. február 17. 2014. november 3.  | 1,31 millió |
| 30.  | 6.  | Cascading Failures       | Anthony Hemingway | Alex Borstein                    | 2013. február 24. 2014. november 10. | 1,48 millió |
| 31.  | 7.  | A Long Way From Home     | Mimi Leder        | Etan Frankel                     | 2013. március 3. 2014. november 17.  | 1,76 millió |
| 32.  | 8.  | Where There's a Will     | Danny Cannon      | Davey Holmes                     | 2013. március 10. 2014. november 24. | 1,66 millió |
| 33.  | 9.  | Frank the Plumber        | Mark Mylod        | Krista Vernoff                   | 2013. március 17. 2014. december 1.  | 1,67 millió |
| 34.  | 10. | Civil Wrongs             | Gary B. Goldman   | Mike O'Malley                    | 2013. március 24. 2014. december 8.  | 1,61 millió |
| 35.  | 11. | Order Room Service       | Sanaa Hamri       | Sheila Callaghan                 | 2013. március 31. 2014. december 15. | 1,65 millió |
| 36.  | 12. | Survival of the Fittest  | Mark Mylod        | Etan Frankel & Nancy M. Pimental | 2013. április 7. 2014. december 22.  | 1,82 millió |

## Negyedik évad (2014)
| Sor. | Év. | Cím                                                            | Rendező             | Író               | Premier                             | Nézettség   |
| ---- | --- | -------------------------------------------------------------- | ------------------- | ----------------- | ----------------------------------- | ----------- |
| 37.  | 1.  | Simple Pleasures                                               | John Wells          | John Wells        | 2014. január 12. 2015. január 21.   | 1,69 millió |
| 38.  | 2.  | My Oldest Daughter                                             | Mimi Leder          | Nancy M. Pimental | 2014. január 19. 2015. január 28.   | 1,60 millió |
| 39.  | 3.  | Like Father, Like Daughter                                     | Sanaa Hamri         | Sheila Callaghan  | 2014. január 26. 2015. január 28.   | 1,83 millió |
| 40.  | 4.  | Strangers on a Train                                           | Peter Segal         | Etan Frankel      | 2014. február 2. 2015. február 4.   | 1,22 millió |
| 41.  | 5.  | There's the Rub                                                | David Nutter        | Davey Holmes      | 2014. február 9. 2015. február 4.   | 1,58 millió |
| 42.  | 6.  | Iron City                                                      | James Ponsoldt      | John Wells        | 2014. február 16. 2015. február 11. | 1,90 millió |
| 43.  | 7.  | A Jailbird, Invalid, Martyr, Cutter, Retard and Parasitic Twin | Gary B. Goldman     | Nancy M. Pimental | 2014. február 23. 2015. február 11. | 1,89 millió |
| 44.  | 8.  | Hope Springs Paternal                                          | Mimi Leder          | Sheila Callaghan  | 2014. március 9. 2015. február 18.  | 1,77 millió |
| 45.  | 9.  | The Legend of Bonnie and Carl                                  | Mark Mylod          | Etan Frankel      | 2014. március 16. 2015. február 18. | 1,70 millió |
| 46.  | 10. | Liver, I Hardly Know Her                                       | Christopher Chulack | Davey Holmes      | 2014. március 23. 2015. február 25. | 1,63 millió |
| 47.  | 11. | Emily                                                          | Anthony Hemingway   | Nancy M. Pimental | 2014. március 30. 2015. február 25. | 1,76 millió |
| 48.  | 12. | Lazarus                                                        | Mark Mylod          | John Wells        | 2014. április 6. 2015. március 4.   | 1,93 millió |

## Ötödik évad (2015)
| Sor. | Év. | Cím                                  | Rendező             | Író               | Premier                              | Nézettség   |
| ---- | --- | ------------------------------------ | ------------------- | ----------------- | ------------------------------------ | ----------- |
| 49.  | 1.  | Milk of the Gods                     | Christopher Chulack | Nancy M. Pimental | 2015. január 11. 2015. október 11.   | 1,77 millió |
| 50.  | 2.  | I'm the Liver                        | Sanaa Hamri         | Krista Vernoff    | 2015. január 18. 2015. október 12.   | 1,76 millió |
| 51.  | 3.  | The Two Lisas                        | Peter Segal         | Sheila Callaghan  | 2015. január 25. 2015. október 18.   | 1,96 millió |
| 52.  | 4.  | A Night to Remem... Wait, What?      | Richie Keen         | Davey Holmes      | 2015. február 1. 2015. október 19.   | 1,26 millió |
| 53.  | 5.  | Rite of Passage                      | Alex Graves         | Etan Frankel      | 2015. február 8. 2015. október 25.   | 1,64 millió |
| 54.  | 6.  | Crazy Love                           | Anthony Hemingway   | John Wells        | 2015. február 15. 2015. október 26.  | 1,26 millió |
| 55.  | 7.  | Tell Me You Fucking Need Me          | William H. Macy     | Nancy M. Pimental | 2015. március 1. 2015. november 1.   | 1,44 millió |
| 56.  | 8.  | Uncle Carl                           | Wendey Stanzler     | Krista Vernoff    | 2015. március 8. 2015. november 2.   | 1,60 millió |
| 57.  | 9.  | Carl's First Sentencing              | Christopher Chulack | Etan Frankel      | 2015. március 15. 2015. november 8.  | 1,62 millió |
| 58.  | 10. | South Side Rules                     | Michael Uppendahl   | Sheila Callaghan  | 2015. március 22. 2015. november 9.  | 1,67 millió |
| 59.  | 11. | Drugs Actually                       | Mimi Leder          | Davey Holmes      | 2015. március 29. 2015. november 15. | 1,43 millió |
| 60.  | 12. | Love Songs (In the Key of Gallagher) | Christopher Chulack | John Wells        | 2015. április 5. 2015. november 16.  | 1,55 millió |

## Hatodik évad (2016)
| Sor. | Év. | Cím                                | Rendező             | Író                 | Premier                            | Nézettség   |
| ---- | --- | ---------------------------------- | ------------------- | ------------------- | ---------------------------------- | ----------- |
| 61.  | 1.  | I Only Miss Her When I'm Breathing | Christopher Chulack | John Wells          | 2016. január 10. 2022. június 22.  | 1,44 millió |
| 62.  | 2.  | AbortionRules                      | Iain B. MacDonald   | Nancy M. Pimental   | 2016. január 17. 2022. június 22.  | 1,64 millió |
| 63.  | 3.  | The F Word                         | Nisha Ganatra       | Krista Vernoff      | 2016. január 24. 2022. június 22.  | 1,70 millió |
| 64.  | 4.  | Going Once, Going Twice            | Christopher Chulack | Davey Holmes        | 2016. január 31. 2022. június 22.  | 1,70 millió |
| 65.  | 5.  | Refugees                           | Wendey Stanzler     | Etan Frankel        | 2016. február 7. 2022. június 22.  | 1,16 millió |
| 66.  | 6.  | NSFW                               | Jake Schreier       | Sheila Callaghan    | 2016. február 14. 2022. június 22. | 1,60 millió |
| 67.  | 7.  | Pimp's Paradise                    | Peter Segal         | Dominique Morisseau | 2016. február 21. 2022. június 22. | 1,66 millió |
| 68.  | 8.  | Be a Good Boy. Come For Grandma.   | Iain B. MacDonald   | Nancy M. Pimental   | 2016. március 6. 2022. június 22.  | 1,50 millió |
| 69.  | 9.  | A Yurt of One's Own                | Ruben Garcia        | Davey Holmes        | 2016. március 13. 2022. június 22. | 1,68 millió |
| 70.  | 10. | Paradise Lost                      | Lynn Shelton        | Etan Frankel        | 2016. március 20. 2022. június 22. | 1,60 millió |
| 71.  | 11. | Sleep No More                      | Anthony Hemingway   | Sheila Callaghan    | 2016. március 27. 2022. június 22. | 1,45 millió |
| 72.  | 12. | Familia Supra Gallegorious Omnia!  | Christopher Chulack | John Wells          | 2016. április 3. 2022. június 22.  | 1,63 millió |

## Hetedik évad (2016)
| Sor. | Év. | Cím                                                       | Rendező             | Író                 | Premier                             | Nézettség   |
| ---- | --- | --------------------------------------------------------- | ------------------- | ------------------- | ----------------------------------- | ----------- |
| 73.  | 1.  | Hiraeth                                                   | Christopher Chulack | John Wells          | 2016. október 2. 2022. június 22.   | 1,24 millió |
| 74.  | 2.  | Swipe, Fuck, Leave                                        | Rob Hardy           | Nancy M. Pimental   | 2016. október 9. 2022. június 22.   | 1,11 millió |
| 75.  | 3.  | Home Sweet Homeless Shelter                               | Iain B. MacDonald   | Krista Vernoff      | 2016. október 16. 2022. június 22.  | 1,44 millió |
| 76.  | 4.  | I Am a Storm                                              | Emmy Rossum         | Sheila Callaghan    | 2016. október 23. 2022. június 22.  | 1,38 millió |
| 77.  | 5.  | Own Your Shit                                             | Christopher Chulack | Dominique Morisseau | 2016. október 30. 2022. június 22.  | 1,20 millió |
| 78.  | 6.  | The Defenestration of Frank                               | David Nutter        | Etan Frankel        | 2016. november 6. 2022. június 22.  | 1,44 millió |
| 79.  | 7.  | You'll Never Ever Get a Chicken in Your Whole Entire Life | John Wells          | Nancy M. Pimental   | 2016. november 13. 2022. június 22. | 1,33 millió |
| 80.  | 8.  | You Sold Me the Laundromat, Remember?                     | Allison Liddi-Brown | Krista Vernoff      | 2016. november 20. 2022. június 22. | 1,40 millió |
| 81.  | 9.  | Ouroboros                                                 | Christopher Chulack | Sheila Callaghan    | 2016. november 27. 2022. június 22. | 1,56 millió |
| 82.  | 10. | Ride or Die                                               | Zetna Fuentes       | Dominique Morisseau | 2016. december 4. 2022. június 22.  | 1,60 millió |
| 83.  | 11. | Happily Ever After                                        | John M. Valerio     | Etan Frankel        | 2016. december 11. 2022. június 22. | 1,58 millió |
| 84.  | 12. | Requiem for a Slut                                        | John Wells          | John Wells          | 2016. december 18. 2022. június 22. | 1,72 millió |

## Nyolcadik évad (2017-2018)
| Sor. | Év. | Cím                                                    | Rendező           | Író                 | Premier                             | Nézettség   |
| ---- | --- | ------------------------------------------------------ | ----------------- | ------------------- | ----------------------------------- | ----------- |
| 85.  | 1.  | We Become What We... Frank!                            | Iain B. MacDonald | John Wells          | 2017. november 5. 2022. június 22.  | 1,86 millió |
| 86.  | 2.  | Where's My Meth?                                       | Anthony Hemingway | Nancy M. Pimental   | 2017. november 12. 2022. június 22. | 1,37 millió |
| 87.  | 3.  | God Bless Her Rotting Soul                             | Michael Morris    | Krista Vernoff      | 2017. november 19. 2022. június 22. | 1,34 millió |
| 88.  | 4.  | Fuck Paying It Forward                                 | Regina King       | Dominique Morisseau | 2017. november 26. 2022. június 22. | 1,59 millió |
| 89.  | 5.  | The (Mis)Education of Liam Fergus Beircheart Gallagher | Iain B. MacDonald | Sheila Callaghan    | 2017. december 3. 2022. június 22.  | 1,51 millió |
| 90.  | 6.  | Icarus Fell And Rusty Ate Him                          | Zetna Fuentes     | Mark Steilen        | 2017. december 10. 2022. június 22. | 1,52 millió |
| 91.  | 7.  | Occupy Fiona                                           | Iain B. MacDonald | Molly Smith Metzler | 2017. december 17. 2022. június 22. | 1,58 millió |
| 92.  | 8.  | Frank's Northern Southern Express                      | Emmy Rossum       | Nancy M. Pimental   | 2017. december 31. 2022. június 22. | 0,81 millió |
| 93.  | 9.  | The Fugees                                             | Jeffrey Reiner    | Dominique Morisseau | 2018. január 7. 2022. június 22.    | 1,66 millió |
| 94.  | 10. | Church of Gay Jesus                                    | Anna Mastro       | Sheila Callaghan    | 2018. január 14. 2022. június 22.   | 1,52 millió |
| 95.  | 11. | A Gallagher Pedicure                                   | Iain B. MacDonald | Mark Steilen        | 2018. január 21. 2022. június 22.   | 1,52 millió |
| 96.  | 12. | Sleepwalking                                           | John Wells        | John Wells          | 2018. január 28. 2022. június 22.   | 1,73 millió |

## Kilencedik évad (2018-2019)
| Sor. | Év. | Cím                                       | Rendező                                | Író                 | Premier                               | Nézettség   |
| ---- | --- | ----------------------------------------- | -------------------------------------- | ------------------- | ------------------------------------- | ----------- |
| 97.  | 1.  | Are You There Shim? It's Me, Ian          | Iain B. MacDonald                      | Nancy M. Pimental   | 2018. szeptember 9. 2022. június 22.  | 1,31 millió |
| 98.  | 2.  | Mo White!                                 | Erin Feeley                            | Molly Smith Metzler | 2018. szeptember 16. 2022. június 22. | 1,12 millió |
| 99.  | 3.  | Weirdo Gallagher Vortex                   | Kat Coiro                              | Joe Lawson          | 2018. szeptember 23. 2022. június 22. | 1,05 millió |
| 100. | 4.  | Do Right, Vote White!                     | Mark Mylod                             | John Wells          | 2018. szeptember 30. 2022. június 22. | 1,09 millió |
| 101. | 5.  | Black-Haired Ginger                       | William H. Macy                        | Philip Buiser       | 2018. október 7. 2022. június 22.     | 1,00 millió |
| 102. | 6.  | Face It, You're Gorgeous                  | Allison Liddi-Brown                    | Nancy M. Pimental   | 2018. október 14. 2022. június 22.    | 0,92 millió |
| 103. | 7.  | Down Like the Titanic                     | Silver Tree                            | Molly Smith Metzler | 2018. október 21. 2022. június 22.    | 1,00 millió |
| 104. | 8.  | The Apple Doesn't Fall Far from the Alibi | Zetna Fuentes                          | Joe Lawson          | 2019. január 20. 2022. június 22.     | 0,80 millió |
| 105. | 9.  | BOOOOOOOOOOOONE!                          | Loren Yaconelli                        | Philip Buiser       | 2019. január 27. 2022. június 22.     | 0,84 millió |
| 106. | 10. | Los Diablos!                              | Roberto Sneider                        | Nancy M. Pimental   | 2019. február 10. 2022. június 22.    | 1,14 millió |
| 107. | 11. | The Hobo Games                            | Iain B. MacDonald                      | Molly Smith Metzler | 2019. február 17. 2022. június 22.    | 0,97 millió |
| 108. | 12. | You'll Know the Bottom When You Hit It    | Shari Springer Berman & Robert Pulcini | Joe Lawson          | 2019. február 24. 2022. június 22.    | 0,81 millió |
| 109. | 13. | Lost                                      | Iain B. MacDonald                      | John Wells          | 2019. március 3. 2022. június 22.     | 1,13 millió |
| 110. | 14. | Found                                     | John Wells                             | John Wells          | 2019. március 10. 2022. június 22.    | 1,35 millió |

## Tizedik évad (2019-2020)
| Sor. | Év. | Cím                                                 | Rendező           | Író                 | Premier                             | Nézettség   |
| ---- | --- | --------------------------------------------------- | ----------------- | ------------------- | ----------------------------------- | ----------- |
| 111. | 1.  | We Few, We Lucky Few, We Band Of Gallaghers!        | John Wells        | John Wells          | 2019. november 10. 2022. június 22. | 0,76 millió |
| 112. | 2.  | Sleep Well My Prince For Tomorrow You Shall Be King | Jennifer Arnold   | Nancy Pimental      | 2019. november 17. 2022. június 22. | 0,91 millió |
| 113. | 3.  | Which America?                                      | Silver Tree       | Molly Smith Metzler | 2019. november 24. 2022. június 22. | 0,84 millió |
| 114. | 4.  | A Little Gallagher Goes A Long Way                  | Iain B. MacDonald | Joe Lawson          | 2019. december 1. 2022. június 22.  | 0,87 millió |
| 115. | 5.  | Sparky                                              | William H. Macy   | Philip Buiser       | 2019. december 8. 2022. június 22.  | 0,83 millió |
| 116. | 6.  | Adios Gringos                                       | Loren Yaconelli   | Sherman Payne       | 2019. december 15. 2022. június 22. | 0,89 millió |
| 117. | 7.  | Citizen Carl                                        | Erin Feeley       | Nancy M. Pimental   | 2019. december 22. 2022. június 22. | 0,84 millió |
| 118. | 8.  | Debbie Might Be A Prostitute                        | Rose Troche       | Molly Smith Metzler | 2019. december 29. 2022. június 22. | 0,86 millió |
| 119. | 9.  | O Captain, My Captain                               | Anthony Hardwick  | Philip Buiser       | 2020. január 5. 2022. június 22.    | 0,77 millió |
| 120. | 10. | Now Leaving Illinois                                | Kevin Bray        | Sherman Payne       | 2020. január 12. 2022. június 22.   | 0,89 millió |
| 121. | 11. | Location, Location, Location                        | Silver Tree       | Joe Lawson          | 2020. január 19. 2022. június 22.   | 0,81 millió |
| 122. | 12. | Gallavich!                                          | John Wells        | John Wells          | 2020. január 26. 2022. június 22.   | 0,92 millió |

## Tizenegyedik évad (2020-2021)
| Sor. | Év. | Cím                                             | Rendező             | Író               | Premier                             | Nézettség   |
| ---- | --- | ----------------------------------------------- | ------------------- | ----------------- | ----------------------------------- | ----------- |
| 123. | 1.  | This is Chicago!                                | Iain B. MacDonald   | John Wells        | 2020. december 6. 2022. június 22.  | 0,70 millió |
| 124. | 2.  | Go Home, Gentrifier!                            | Silver Tree         | Nancy M. Pimental | 2020. december 13. 2022. június 22. | 0,69 millió |
| 125. | 3.  | Frances Francis Franny Frank                    | Jude Weng           | Philip Buiser     | 2020. december 20. 2022. június 22. | 0,62 millió |
| 126. | 4.  | NIMBY                                           | Iain B. MacDonald   | Sherman Payne     | 2021. január 10. 2022. június 22.   | 0,57 millió |
| 127. | 5.  | Slaughter                                       | Daniella Eisman     | Joe Lawson        | 2021. január 31. 2022. június 22.   | 0,57 millió |
| 128. | 6.  | Do Not Go Gentle Into That Good....Eh, Screw It | Iain B. MacDonald   | Corina Maritescu  | 2021. február 14. 2022. június 22.  | 0,52 millió |
| 129. | 7.  | Two at a Biker Bar, One in the Lake             | Satya Bhabha        | Philip Buiser     | 2021. március 7. 2022. június 22.   | 0,41 millió |
| 130. | 8.  | Canceled                                        | Shanola Hampton     | Sherman Payne     | 2021. március 14. 2022. június 22.  | 0,55 millió |
| 131. | 9.  | Survivors                                       | Iain B. MacDonald   | Joe Lawson        | 2021. március 21. 2022. június 22.  | 0,48 millió |
| 132. | 10. | DNR                                             | Anthony Hardwick    | Corina Martescu   | 2021. március 28. 2022. június 22.  | 0,59 millió |
| 133. | 11. | The Fickle Lady is Calling it Quits             | Iain B. MacDonald   | Nancy M. Pimental | 2021. április 4. 2022. június 22.   | 0,52 millió |
| 134. | 12. | Father Frank, Full of Grace                     | Christopher Chulack | John Wells        | 2021. április 11. 2022. június 22.  | 0,70 millió |